# Hel (maják)
Maják Hel (polsky: Latarnia Morska Hel, anglicky: Hel Lighthouse) stojí v Polsku na konci Helské kosy pobřeží Baltského moře v obci Hel, ve gmině Hel, v okrese Puck v Pomořském vojvodství.
Nachází se mezi majáky Jastarnia a Gdaňsk Severní přístav. Maják je kulturní památkou zapsanou v seznamu kulturních památek Pomořanského vojvodství pod číslem A-1246 z 25. ledna 2005.

## Historie
Podle historických pramenů byly v okolí dnešního majáku v minulosti (1670) stavěny tzv. blizy, což byly ohniště nebo později oheň v železném koši nebo kotli, který byl zvedán jednoduchým vahadlem do výše. Palivem byla smůla nebo kamenné uhlí. Později (1870) byly stavěny dřevěné věže a na jejich vrcholu byl zapálen oheň. Palivem bylo kamenné uhlí, které svým žárem často tyto věže zapálilo.
V roce 1806 byl postaven první zděný maják z cihel. Válcová věž vysoká 42 m byla natřena na bílo a v roce 1827 byly rozsvíceny první lampy (6 lamp) na řepkový olej. Dosvit majáku činil 17 námořních mil. V roce 1926 byla instalována naftová svítilna a čtyř čočková optika. Maják pro lepší viditelnost byl v roce 1929 natřen červenobílými vodorovnými pruhy. V roce 1938 byla instalována elektrická svítilna s žárovkou o výkonu 3000 W. Po vypuknutí druhé světové války byl maják zničen aby nesloužil jako orientační bod pro německé námořní dělostřelectvo. V roce 1942 byl postaven nový maják ve vzdálenosti deseti metrů od původního majáku. V roce 1989 byla na maják nainstalována radarová anténa. Do roku 1994 byl maják ze strategických důvodů pro veřejnost uzavřen. V roce 1992 byla věž opravena a v letech 2001–2002 byla provedena generální oprava majáku.
Maják je ve správě Námořního úřadu (Urząd Morski) v Gdyni. Maják je přístupný veřejnosti v letních měsících.

## Popis
Osmiboký komolý kužel z režného zdiva (červená cihla) s ochozem v horní části a válcovou skleněnou lucernou zastřešenou kuželovou střechou na níž je instalována radarová anténa. Na věž vede 203 schodů. V lucerně je instalována Fresnelova čočka.

## Data
- výška světla byla 40,8 m n. m.
- záblesky bílého světla v intervalu 10 sekund
- Sektor dosvitu: 151°–102°

označení:
- Admirality C2968
- NGA 6672
- ARLHS POL-008

## Galerie

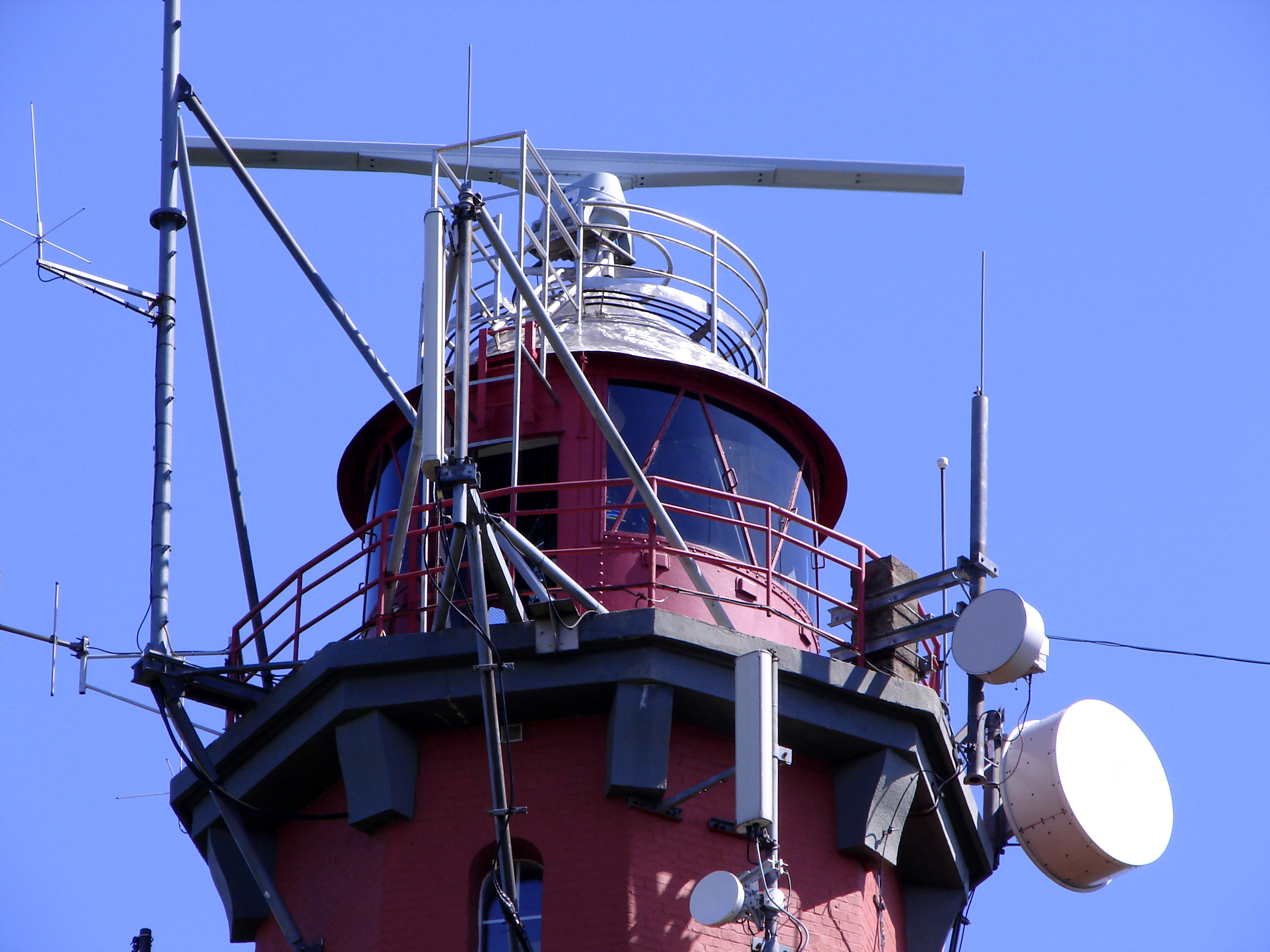
Ochoz, lucerna a radarova anténa
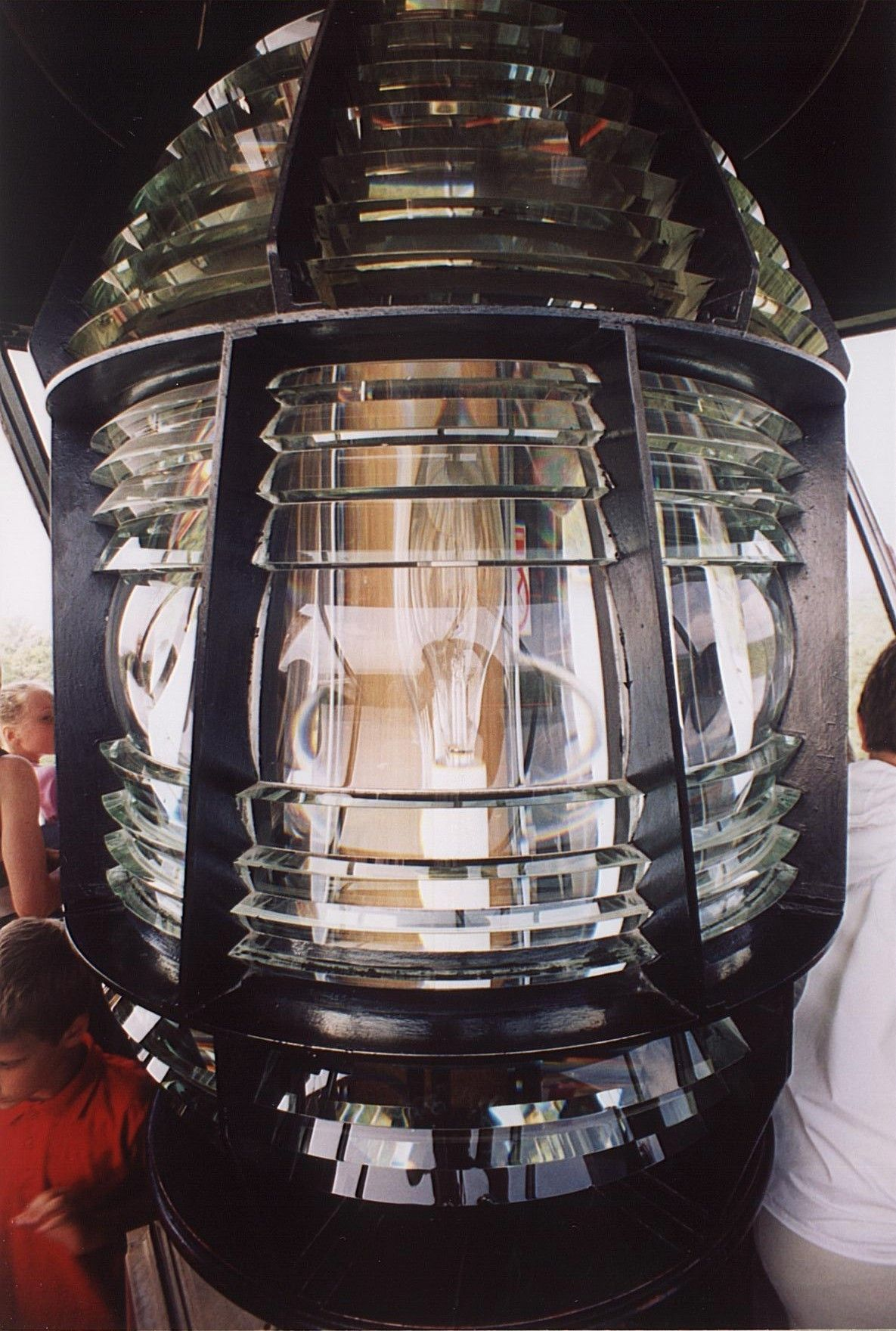
Fresnelova čočka majáku Hel
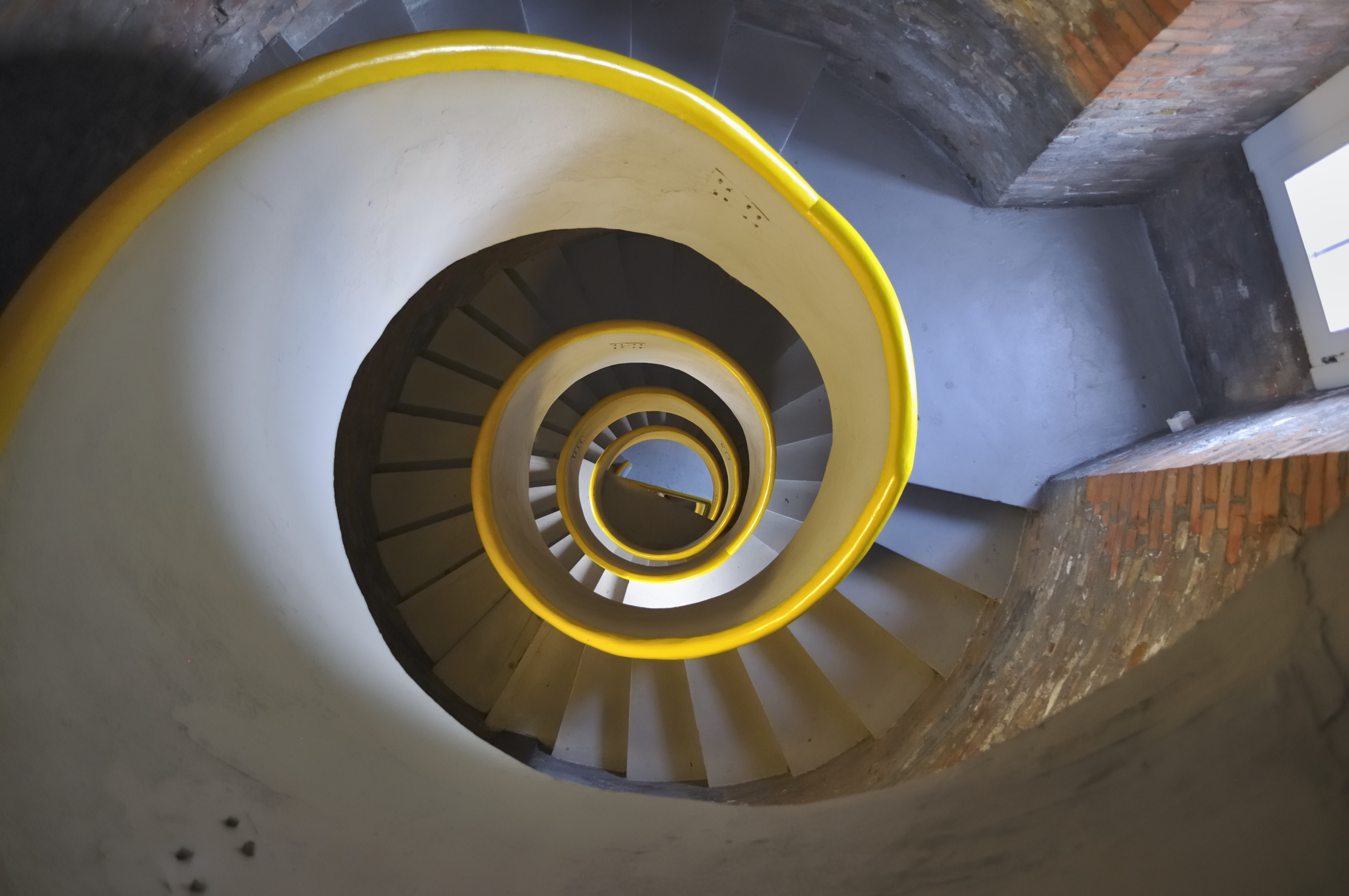
Schodiště ve věži s 203 schody
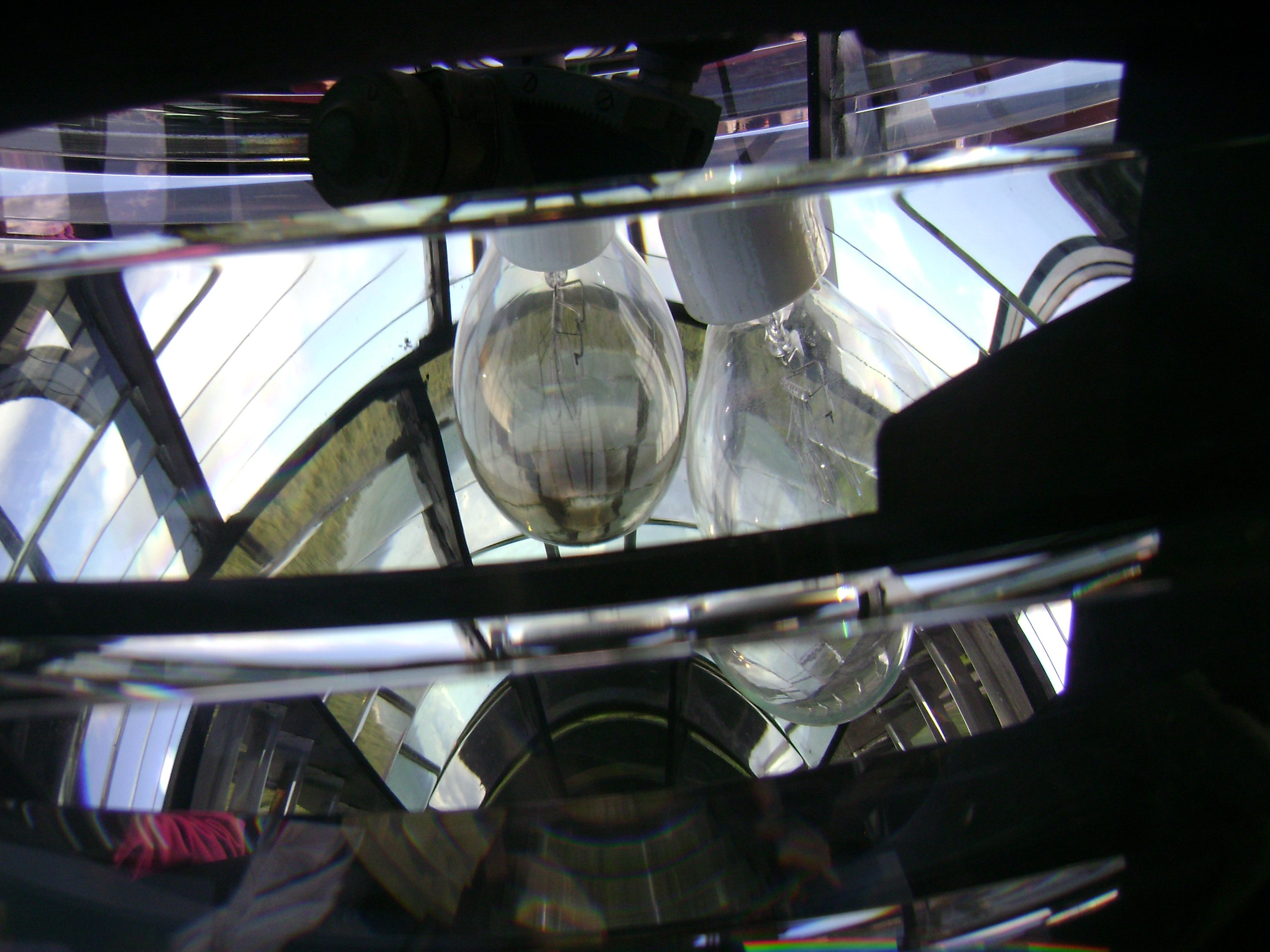
Žárovky s výkonem každá 1000 W, činná a záložní
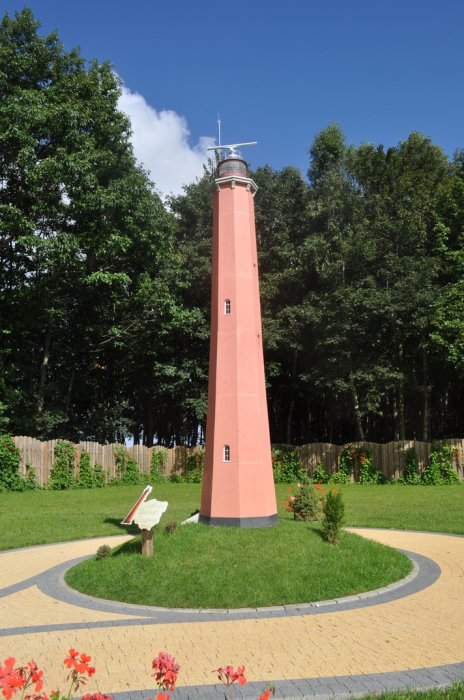
Niechorze - Park miniatur polských majáků